# Sécurité collective

Principales alliances militaires actuelles :
OTAN, PSDC
OCS, OTSC
CPS
Conseil de défense de l'Amérique du Sud

La sécurité collective est une notion de relations internationales, dont l'usage s'est développé dans les années 1930, selon laquelle des États – que ce soit au niveau régional ou mondial – vont conclure un accord disposant qu'ils considèrent que la sécurité de l'un d'entre eux est l'affaire de tous les autres et qui, par conséquent, répondront collectivement aux atteintes et aux menaces d'atteinte à la paix.
La notion doit être distinguée de celle de sécurité coopérative.

## Légitime défense collective: article 51 de la Charte des Nations unies
L'article 51 de la Charte des Nations unies dispose :

« Aucune disposition de la présente Charte ne porte atteinte au droit naturel de légitime défense, individuelle ou collective, dans le cas où un Membre des Nations unies est l'objet d'une agression armée, jusqu'à ce que le Conseil de sécurité ait pris les mesures nécessaires pour maintenir la paix et la sécurité internationales. [...] »

Cependant la Charte ne précise pas les conditions d'application de la légitime défense collective. Elle peut être définie comme étant « [...] un accord librement consenti par lequel les parties s'engagent à considérer qu'une agression dirigée contre l'une d'entre elles est une agression dirigées contre une autre ou toutes les autres parties ».

## Sources
- (en) Cet article est partiellement ou en totalité issu de l’article de Wikipédia en anglais intitulé « Collective security » (voir la liste des auteurs).